# Aumont-Aubrac (kanton)

A kanton községei

Aumont-Aubrac kanton (franciául Canton d'Aumont-Aubrac) kanton Lozère megye északi részén, a Mende-i kerületben. Központja Aumont-Aubrac.
Területe 153,3 km², 1999-ben 2147 lakosa volt, népsűrűsége 14 fő/km². 6 község (commune) tartozik hozzá. A kanton községei 1996. december 30. óta a Terre de Peyre Településtársulást (Communauté de communes de la Terre de Peyre) alkotják.
A kanton területének 19,4%-át (2976 hektár) borítja erdő.

## Községek
| Község neve             | Terület (km²) | Népesség (1999, fő) | Népsűrűség (1999, fő/km²) |
| ----------------------- | ------------- | ------------------- | ------------------------- |
| Aumont-Aubrac           | 26,53         | 1031                | 39                        |
| La Chaze-de-Peyre       | 19,33         | 206                 | 11                        |
| Fau-de-Peyre            | 26,72         | 180                 | 6,7                       |
| Javols                  | 31,21         | 277                 | 8,9                       |
| Sainte-Colombe-de-Peyre | 21,90         | 203                 | 9,3                       |
| Saint-Sauveur-de-Peyre  | 27,61         | 251                 | 9,1                       |
| Aumont-Aubrac kanton    | 153,30        | 2147                | 14                        |

## Népesség
| Év   | Lakosság |
| ---- | -------- |
| 1962 | 3042     |
| 1968 | 2628     |
| 1975 | 2489     |
| 1982 | 2246     |
| 1990 | 2098     |
| 1999 | 2147     |